# Blevaincourt
Blevaincourt är en kommun i departementet Vosges i regionen Grand Est (tidigare regionen Lorraine) i nordöstra Frankrike. Kommunen ligger i kantonen Lamarche som tillhör arrondissementet Neufchâteau. År 2022 hade Blevaincourt 91 invånare.

## Befolkningsutveckling
Antalet invånare i kommunen Blevaincourt
| Referens: INSEE |